# Pseudalosterna breva
Pseudalosterna breva är en skalbaggsart som först beskrevs av J. Linsley Gressitt 1935.  Pseudalosterna breva ingår i släktet Pseudalosterna och familjen långhorningar.
Artens utbredningsområde är Taiwan. Inga underarter finns listade i Catalogue of Life.